# 미주리주의 대학 목록
다음은 미국 미주리주의 대학 목록이다.

## 미주리 대학교 시스템
- 미주리 대학교
- 미주리 과학기술 대학교

## 공립
- 노스웨스트 미주리 주립 대학교
- 트루먼 주립 대학교

## 사립
- 세인트루이스 대학교
- 사우스웨스트 뱁티스트 대학교
- 워싱턴 대학교 세인트루이스

## 신학교
- 컨콜디아 신학교
- 커버넌트 신학교
- 이든 신학교

## 같이 보기
- 미국의 대학 목록